# 赫爾特鎮區 (印地安納州弗米利恩縣)
赫爾特鎮區（英語：Helt Township）是位於美國印地安納州弗米利恩縣的一個行政鎮區。

## 地方資料
根據2010年美國人口普查的數據，赫爾特鎮區的面積為186.90平方千米，當中陸地面積為185.50平方千米，而水域面積為1.40平方千米。當地共有人口2610人，而人口密度為每平方千米13.96人。